# Liste des communes de la Haute-Corse
Pour les autres listes de communes françaises, voir Listes des communes de France.
| - La Haute-Corse en France métropolitaine. - Communes de Haute-Corse. |

Cette page liste les 236 communes de la circonscription départementale de la Haute-Corse au 1er janvier 2025.

## Liste des communes
Le tableau suivant donne la liste des communes au 1er janvier 2025, en précisant leur code Insee, leur code postal principal, leur arrondissement, leur canton, leur intercommunalité, leur superficie, leur population et leur densité, d'après les chiffres de l'Insee issus du recensement 2022,.
| Nom                       | Code Insee | Code postal | Arrondissement | Canton                              | Intercommunalité              | Superficie (km2) | Population (dernière pop. légale) | Densité (hab./km2) | Modifier                                    |
| ------------------------- | ---------- | ----------- | -------------- | ----------------------------------- | ----------------------------- | ---------------- | --------------------------------- | ------------------ | ------------------------------------------- |
| Bastia (préfecture)       | 2B033      | 20200 20600 | Bastia         | Bastia-1 Bastia-2 Bastia-3 Bastia-4 | CA de Bastia                  | 19,38            | 47 459 (2022)                     | 2 449              | modifier les données · modifier les données |
| Aghione                   | 2B002      | 20270       | Corte          | Ghisonaccia                         | CC de l'Oriente               | 33,88            | 246 (2022)                        | 7,3                | modifier les données · modifier les données |
| Aiti                      | 2B003      | 20244       | Corte          | Golo-Morosaglia                     | CC Pasquale Paoli             | 12,17            | 29 (2022)                         | 2,4                | modifier les données · modifier les données |
| Alando                    | 2B005      | 20212       | Corte          | Golo-Morosaglia                     | CC Pasquale Paoli             | 3,05             | 25 (2022)                         | 8,2                | modifier les données · modifier les données |
| Albertacce                | 2B007      | 20224       | Corte          | Golo-Morosaglia                     | CC Pasquale Paoli             | 97,12            | 199 (2022)                        | 2,0                | modifier les données · modifier les données |
| Aléria                    | 2B009      | 20270       | Corte          | Ghisonaccia                         | CC de l'Oriente               | 58,33            | 2 239 (2022)                      | 38                 | modifier les données · modifier les données |
| Algajola                  | 2B010      | 20220       | Calvi          | Calvi                               | CC de Calvi Balagne           | 1,72             | 368 (2022)                        | 214                | modifier les données · modifier les données |
| Altiani                   | 2B012      | 20251       | Corte          | Ghisonaccia                         | CC de l'Oriente               | 18,29            | 54 (2022)                         | 3,0                | modifier les données · modifier les données |
| Alzi                      | 2B013      | 20212       | Corte          | Golo-Morosaglia                     | CC Pasquale Paoli             | 2,74             | 27 (2022)                         | 9,9                | modifier les données · modifier les données |
| Ampriani                  | 2B015      | 20272       | Corte          | Ghisonaccia                         | CC de l'Oriente               | 2,29             | 23 (2022)                         | 10                 | modifier les données · modifier les données |
| Antisanti                 | 2B016      | 20270       | Corte          | Ghisonaccia                         | CC de l'Oriente               | 47,95            | 579 (2022)                        | 12                 | modifier les données · modifier les données |
| Aregno                    | 2B020      | 20220       | Calvi          | Calvi                               | CC de Calvi Balagne           | 9,30             | 594 (2022)                        | 64                 | modifier les données · modifier les données |
| Asco                      | 2B023      | 20276       | Corte          | Golo-Morosaglia                     | CC Pasquale Paoli             | 122,81           | 116 (2022)                        | 0,94               | modifier les données · modifier les données |
| Avapessa                  | 2B025      | 20225       | Calvi          | Calvi                               | CC de Calvi Balagne           | 3,29             | 81 (2022)                         | 25                 | modifier les données · modifier les données |
| Barbaggio                 | 2B029      | 20253       | Calvi          | Biguglia-Nebbio                     | CC Nebbiu - Conca d'Oro       | 10,86            | 340 (2022)                        | 31                 | modifier les données · modifier les données |
| Barrettali                | 2B030      | 20228       | Bastia         | Cap Corse                           | CC du Cap Corse               | 18,07            | 160 (2022)                        | 8,9                | modifier les données · modifier les données |
| Belgodère                 | 2B034      | 20226       | Calvi          | L'île-Rousse                        | CC de l'Île-Rousse - Balagne  | 13,01            | 773 (2022)                        | 59                 | modifier les données · modifier les données |
| Bigorno                   | 2B036      | 20252       | Corte          | Golo-Morosaglia                     | CC de Marana-Golo             | 8,94             | 94 (2022)                         | 11                 | modifier les données · modifier les données |
| Biguglia                  | 2B037      | 20620       | Bastia         | Biguglia-Nebbio                     | CC de Marana-Golo             | 22,27            | 7 638 (2022)                      | 343                | modifier les données · modifier les données |
| Bisinchi                  | 2B039      | 20235       | Corte          | Golo-Morosaglia                     | CC Pasquale Paoli             | 12,66            | 198 (2022)                        | 16                 | modifier les données · modifier les données |
| Borgo                     | 2B042      | 20290       | Bastia         | Borgo                               | CC de Marana-Golo             | 37,78            | 10 102 (2022)                     | 267                | modifier les données · modifier les données |
| Brando                    | 2B043      | 20222       | Bastia         | Cap Corse                           | CC du Cap Corse               | 22,22            | 1 558 (2022)                      | 70                 | modifier les données · modifier les données |
| Bustanico                 | 2B045      | 20212       | Corte          | Golo-Morosaglia                     | CC Pasquale Paoli             | 11,52            | 65 (2022)                         | 5,6                | modifier les données · modifier les données |
| Cagnano                   | 2B046      | 20228       | Bastia         | Cap Corse                           | CC du Cap Corse               | 14,72            | 154 (2022)                        | 10                 | modifier les données · modifier les données |
| Calacuccia                | 2B047      | 20224       | Corte          | Golo-Morosaglia                     | CC Pasquale Paoli             | 18,77            | 270 (2022)                        | 14                 | modifier les données · modifier les données |
| Calenzana                 | 2B049      | 20214 20260 | Calvi          | Calvi                               | CC de Calvi Balagne           | 182,77           | 2 571 (2022)                      | 14                 | modifier les données · modifier les données |
| Calvi                     | 2B050      | 20260       | Calvi          | Calvi                               | CC de Calvi Balagne           | 31,20            | 5 720 (2022)                      | 183                | modifier les données · modifier les données |
| Cambia                    | 2B051      | 20244       | Corte          | Golo-Morosaglia                     | CC Pasquale Paoli             | 8,28             | 64 (2022)                         | 7,7                | modifier les données · modifier les données |
| Campana                   | 2B052      | 20229       | Corte          | Castagniccia                        | CC de la Castagniccia-Casinca | 2,37             | 22 (2022)                         | 9,3                | modifier les données · modifier les données |
| Campi                     | 2B053      | 20270       | Corte          | Ghisonaccia                         | CC de l'Oriente               | 4,90             | 19 (2022)                         | 3,9                | modifier les données · modifier les données |
| Campile                   | 2B054      | 20290       | Corte          | Golo-Morosaglia                     | CC de la Castagniccia-Casinca | 9,79             | 181 (2022)                        | 18                 | modifier les données · modifier les données |
| Campitello                | 2B055      | 20252       | Corte          | Golo-Morosaglia                     | CC de Marana-Golo             | 8,22             | 108 (2022)                        | 13                 | modifier les données · modifier les données |
| Canale-di-Verde           | 2B057      | 20230       | Corte          | Castagniccia                        | CC de l'Oriente               | 14,61            | 302 (2022)                        | 21                 | modifier les données · modifier les données |
| Canari                    | 2B058      | 20217       | Bastia         | Cap Corse                           | CC du Cap Corse               | 16,67            | 311 (2022)                        | 19                 | modifier les données · modifier les données |
| Canavaggia                | 2B059      | 20235       | Corte          | Golo-Morosaglia                     | CC Pasquale Paoli             | 34,93            | 119 (2022)                        | 3,4                | modifier les données · modifier les données |
| Carcheto-Brustico         | 2B063      | 20229       | Corte          | Castagniccia                        | CC de la Castagniccia-Casinca | 5,19             | 57 (2022)                         | 11                 | modifier les données · modifier les données |
| Carpineto                 | 2B067      | 20229       | Corte          | Castagniccia                        | CC de la Castagniccia-Casinca | 2,44             | 37 (2022)                         | 15                 | modifier les données · modifier les données |
| Carticasi                 | 2B068      | 20244       | Corte          | Golo-Morosaglia                     | CC Pasquale Paoli             | 12,80            | 25 (2022)                         | 2,0                | modifier les données · modifier les données |
| Casabianca                | 2B069      | 20237       | Corte          | Casinca-Fumalto                     | CC de la Castagniccia-Casinca | 3,68             | 121 (2022)                        | 33                 | modifier les données · modifier les données |
| Casalta                   | 2B072      | 20215       | Corte          | Casinca-Fumalto                     | CC de la Castagniccia-Casinca | 4,91             | 52 (2022)                         | 11                 | modifier les données · modifier les données |
| Casamaccioli              | 2B073      | 20224       | Corte          | Golo-Morosaglia                     | CC Pasquale Paoli             | 36,17            | 114 (2022)                        | 3,2                | modifier les données · modifier les données |
| Casanova                  | 2B074      | 20250       | Corte          | Corte                               | CC du Centre Corse            | 9,89             | 375 (2022)                        | 38                 | modifier les données · modifier les données |
| Casevecchie               | 2B075      | 20270       | Corte          | Ghisonaccia                         | CC de l'Oriente               | 9,06             | 70 (2022)                         | 7,7                | modifier les données · modifier les données |
| Castellare-di-Casinca     | 2B077      | 20213       | Corte          | Casinca-Fumalto                     | CC de la Castagniccia-Casinca | 8,88             | 722 (2022)                        | 81                 | modifier les données · modifier les données |
| Castellare-di-Mercurio    | 2B078      | 20212       | Corte          | Golo-Morosaglia                     | CC Pasquale Paoli             | 6,12             | 28 (2022)                         | 4,6                | modifier les données · modifier les données |
| Castello-di-Rostino       | 2B079      | 20235       | Corte          | Golo-Morosaglia                     | CC Pasquale Paoli             | 12,40            | 508 (2022)                        | 41                 | modifier les données · modifier les données |
| Castifao                  | 2B080      | 20218       | Corte          | Golo-Morosaglia                     | CC Pasquale Paoli             | 42,15            | 152 (2022)                        | 3,6                | modifier les données · modifier les données |
| Castiglione               | 2B081      | 20218       | Corte          | Golo-Morosaglia                     | CC Pasquale Paoli             | 23,17            | 41 (2022)                         | 1,8                | modifier les données · modifier les données |
| Castineta                 | 2B082      | 20218       | Corte          | Golo-Morosaglia                     | CC Pasquale Paoli             | 9,15             | 35 (2022)                         | 3,8                | modifier les données · modifier les données |
| Castirla                  | 2B083      | 20236       | Corte          | Golo-Morosaglia                     | CC Pasquale Paoli             | 24,32            | 144 (2022)                        | 5,9                | modifier les données · modifier les données |
| Cateri                    | 2B084      | 20225       | Calvi          | Calvi                               | CC de Calvi Balagne           | 3,18             | 249 (2022)                        | 78                 | modifier les données · modifier les données |
| Centuri                   | 2B086      | 20238       | Bastia         | Cap Corse                           | CC du Cap Corse               | 8,30             | 179 (2022)                        | 22                 | modifier les données · modifier les données |
| Cervione                  | 2B087      | 20221       | Corte          | Castagniccia                        | CC de la Costa Verde          | 11,45            | 2 161 (2022)                      | 189                | modifier les données · modifier les données |
| Chiatra                   | 2B088      | 20230       | Corte          | Castagniccia                        | CC de l'Oriente               | 8,22             | 224 (2022)                        | 27                 | modifier les données · modifier les données |
| Chisa                     | 2B366      | 20240       | Corte          | Fiumorbo-Castello                   | CC de Fium'orbu Castellu      | 28,92            | 106 (2022)                        | 3,7                | modifier les données · modifier les données |
| Corbara                   | 2B093      | 20220 20256 | Calvi          | L'île-Rousse                        | CC de l'Île-Rousse - Balagne  | 10,19            | 942 (2022)                        | 92                 | modifier les données · modifier les données |
| Corscia                   | 2B095      | 20224       | Corte          | Golo-Morosaglia                     | CC Pasquale Paoli             | 58,99            | 124 (2022)                        | 2,1                | modifier les données · modifier les données |
| Corte                     | 2B096      | 20250       | Corte          | Corte                               | CC du Centre Corse            | 149,27           | 7 737 (2022)                      | 52                 | modifier les données · modifier les données |
| Costa                     | 2B097      | 20226       | Calvi          | L'île-Rousse                        | CC de l'Île-Rousse - Balagne  | 1,09             | 49 (2022)                         | 45                 | modifier les données · modifier les données |
| Croce                     | 2B101      | 20237       | Corte          | Casinca-Fumalto                     | CC de la Castagniccia-Casinca | 6,43             | 80 (2022)                         | 12                 | modifier les données · modifier les données |
| Crocicchia                | 2B102      | 20290       | Corte          | Golo-Morosaglia                     | CC de la Castagniccia-Casinca | 4,32             | 81 (2022)                         | 19                 | modifier les données · modifier les données |
| Erbajolo                  | 2B105      | 20212       | Corte          | Golo-Morosaglia                     | CC Pasquale Paoli             | 15,45            | 92 (2022)                         | 6,0                | modifier les données · modifier les données |
| Érone                     | 2B106      | 20244       | Corte          | Golo-Morosaglia                     | CC Pasquale Paoli             | 3,89             | 10 (2022)                         | 2,6                | modifier les données · modifier les données |
| Ersa                      | 2B107      | 20275       | Bastia         | Cap Corse                           | CC du Cap Corse               | 20,45            | 126 (2022)                        | 6,2                | modifier les données · modifier les données |
| Farinole                  | 2B109      | 20253       | Calvi          | Cap Corse                           | CC Nebbiu - Conca d'Oro       | 14,76            | 236 (2022)                        | 16                 | modifier les données · modifier les données |
| Favalello                 | 2B110      | 20212       | Corte          | Golo-Morosaglia                     | CC Pasquale Paoli             | 5,56             | 68 (2022)                         | 12                 | modifier les données · modifier les données |
| Felce                     | 2B111      | 20234       | Corte          | Castagniccia                        | CC de la Costa Verde          | 4,67             | 52 (2022)                         | 11                 | modifier les données · modifier les données |
| Feliceto                  | 2B112      | 20225       | Calvi          | L'île-Rousse                        | CC de l'Île-Rousse - Balagne  | 15,25            | 233 (2022)                        | 15                 | modifier les données · modifier les données |
| Ficaja                    | 2B113      | 20237       | Corte          | Casinca-Fumalto                     | CC de la Castagniccia-Casinca | 5,05             | 59 (2022)                         | 12                 | modifier les données · modifier les données |
| Focicchia                 | 2B116      | 20212       | Corte          | Golo-Morosaglia                     | CC Pasquale Paoli             | 7,11             | 32 (2022)                         | 4,5                | modifier les données · modifier les données |
| Furiani                   | 2B120      | 20600       | Bastia         | Bastia-4                            | CA de Bastia                  | 18,49            | 6 308 (2022)                      | 341                | modifier les données · modifier les données |
| Galéria                   | 2B121      | 20245       | Calvi          | Calvi                               | CC de Calvi Balagne           | 135,16           | 388 (2022)                        | 2,9                | modifier les données · modifier les données |
| Gavignano                 | 2B122      | 20218       | Corte          | Golo-Morosaglia                     | CC Pasquale Paoli             | 10,94            | 60 (2022)                         | 5,5                | modifier les données · modifier les données |
| Ghisonaccia               | 2B123      | 20240       | Corte          | Ghisonaccia                         | CC de Fium'orbu Castellu      | 68,25            | 4 246 (2022)                      | 62                 | modifier les données · modifier les données |
| Ghisoni                   | 2B124      | 20227       | Corte          | Fiumorbo-Castello                   | CC de Fium'orbu Castellu      | 124,60           | 194 (2022)                        | 1,6                | modifier les données · modifier les données |
| Giocatojo                 | 2B125      | 20237       | Corte          | Casinca-Fumalto                     | CC de la Castagniccia-Casinca | 2,43             | 50 (2022)                         | 21                 | modifier les données · modifier les données |
| Giuncaggio                | 2B126      | 20251       | Corte          | Ghisonaccia                         | CC de l'Oriente               | 16,15            | 81 (2022)                         | 5,0                | modifier les données · modifier les données |
| L'Île-Rousse              | 2B134      | 20220       | Calvi          | L'île-Rousse                        | CC de l'Île-Rousse - Balagne  | 2,50             | 3 213 (2022)                      | 1 285              | modifier les données · modifier les données |
| Isolaccio-di-Fiumorbo     | 2B135      | 20243       | Corte          | Fiumorbo-Castello                   | CC de Fium'orbu Castellu      | 40,89            | 332 (2022)                        | 8,1                | modifier les données · modifier les données |
| Lama                      | 2B136      | 20218       | Calvi          | L'île-Rousse                        | CC de l'Île-Rousse - Balagne  | 19,92            | 152 (2022)                        | 7,6                | modifier les données · modifier les données |
| Lano                      | 2B137      | 20244       | Corte          | Golo-Morosaglia                     | CC Pasquale Paoli             | 8,15             | 21 (2022)                         | 2,6                | modifier les données · modifier les données |
| Lavatoggio                | 2B138      | 20225       | Calvi          | Calvi                               | CC de Calvi Balagne           | 6,86             | 156 (2022)                        | 23                 | modifier les données · modifier les données |
| Lento                     | 2B140      | 20252       | Corte          | Golo-Morosaglia                     | CC de Marana-Golo             | 23,72            | 115 (2022)                        | 4,8                | modifier les données · modifier les données |
| Linguizzetta              | 2B143      | 20230       | Corte          | Ghisonaccia                         | CC de l'Oriente               | 64,79            | 1 134 (2022)                      | 18                 | modifier les données · modifier les données |
| Loreto-di-Casinca         | 2B145      | 20215       | Corte          | Casinca-Fumalto                     | CC de la Castagniccia-Casinca | 8,10             | 197 (2022)                        | 24                 | modifier les données · modifier les données |
| Lozzi                     | 2B147      | 20224       | Corte          | Golo-Morosaglia                     | CC Pasquale Paoli             | 30,79            | 110 (2022)                        | 3,6                | modifier les données · modifier les données |
| Lucciana                  | 2B148      | 20290       | Bastia         | Borgo                               | CC de Marana-Golo             | 29,16            | 6 354 (2022)                      | 218                | modifier les données · modifier les données |
| Lugo-di-Nazza             | 2B149      | 20240       | Corte          | Fiumorbo-Castello                   | CC de Fium'orbu Castellu      | 25,41            | 85 (2022)                         | 3,3                | modifier les données · modifier les données |
| Lumio                     | 2B150      | 20260       | Calvi          | Calvi                               | CC de Calvi Balagne           | 19,18            | 1 189 (2022)                      | 62                 | modifier les données · modifier les données |
| Luri                      | 2B152      | 20228       | Bastia         | Cap Corse                           | CC du Cap Corse               | 27,53            | 857 (2022)                        | 31                 | modifier les données · modifier les données |
| Manso                     | 2B153      | 20245       | Calvi          | Calvi                               | CC de Calvi Balagne           | 121,02           | 117 (2022)                        | 0,97               | modifier les données · modifier les données |
| Matra                     | 2B155      | 20270       | Corte          | Ghisonaccia                         | CC de l'Oriente               | 6,49             | 52 (2022)                         | 8,0                | modifier les données · modifier les données |
| Mausoléo                  | 2B156      | 20259       | Calvi          | L'île-Rousse                        | CC de l'Île-Rousse - Balagne  | 19,43            | 25 (2022)                         | 1,3                | modifier les données · modifier les données |
| Mazzola                   | 2B157      | 20212       | Corte          | Golo-Morosaglia                     | CC Pasquale Paoli             | 6,59             | 25 (2022)                         | 3,8                | modifier les données · modifier les données |
| Meria                     | 2B159      | 20287       | Bastia         | Cap Corse                           | CC du Cap Corse               | 20,43            | 77 (2022)                         | 3,8                | modifier les données · modifier les données |
| Moïta                     | 2B161      | 20270       | Corte          | Ghisonaccia                         | CC de l'Oriente               | 5,71             | 62 (2022)                         | 11                 | modifier les données · modifier les données |
| Moltifao                  | 2B162      | 20218       | Corte          | Golo-Morosaglia                     | CC Pasquale Paoli             | 55,19            | 719 (2022)                        | 13                 | modifier les données · modifier les données |
| Monacia-d'Orezza          | 2B164      | 20229       | Corte          | Castagniccia                        | CC de la Castagniccia-Casinca | 4,52             | 24 (2022)                         | 5,3                | modifier les données · modifier les données |
| Moncale                   | 2B165      | 20214       | Calvi          | Calvi                               | CC de Calvi Balagne           | 7,09             | 342 (2022)                        | 48                 | modifier les données · modifier les données |
| Monte                     | 2B166      | 20290       | Corte          | Golo-Morosaglia                     | CC de Marana-Golo             | 14,91            | 619 (2022)                        | 42                 | modifier les données · modifier les données |
| Montegrosso               | 2B167      | 20214       | Calvi          | Calvi                               | CC de Calvi Balagne           | 22,78            | 417 (2022)                        | 18                 | modifier les données · modifier les données |
| Monticello                | 2B168      | 20220       | Calvi          | L'île-Rousse                        | CC de l'Île-Rousse - Balagne  | 10,64            | 2 057 (2022)                      | 193                | modifier les données · modifier les données |
| Morosaglia                | 2B169      | 20218       | Corte          | Golo-Morosaglia                     | CC Pasquale Paoli             | 24,45            | 961 (2022)                        | 39                 | modifier les données · modifier les données |
| Morsiglia                 | 2B170      | 20238       | Bastia         | Cap Corse                           | CC du Cap Corse               | 13,34            | 107 (2022)                        | 8,0                | modifier les données · modifier les données |
| Muracciole                | 2B171      | 20219       | Corte          | Corte                               | CC du Centre Corse            | 14,06            | 34 (2022)                         | 2,4                | modifier les données · modifier les données |
| Murato                    | 2B172      | 20239       | Calvi          | Biguglia-Nebbio                     | CC Nebbiu - Conca d'Oro       | 20,38            | 564 (2022)                        | 28                 | modifier les données · modifier les données |
| Muro                      | 2B173      | 20225       | Calvi          | L'île-Rousse                        | CC de l'Île-Rousse - Balagne  | 7,92             | 248 (2022)                        | 31                 | modifier les données · modifier les données |
| Nessa                     | 2B175      | 20225       | Calvi          | L'île-Rousse                        | CC de l'Île-Rousse - Balagne  | 5,86             | 124 (2022)                        | 21                 | modifier les données · modifier les données |
| Nocario                   | 2B176      | 20229       | Corte          | Castagniccia                        | CC de la Castagniccia-Casinca | 3,08             | 75 (2022)                         | 24                 | modifier les données · modifier les données |
| Noceta                    | 2B177      | 20242       | Corte          | Fiumorbo-Castello                   | CC du Centre Corse            | 18,66            | 68 (2022)                         | 3,6                | modifier les données · modifier les données |
| Nonza                     | 2B178      | 20217       | Bastia         | Cap Corse                           | CC du Cap Corse               | 8,04             | 63 (2022)                         | 7,8                | modifier les données · modifier les données |
| Novale                    | 2B179      | 20234       | Corte          | Castagniccia                        | CC de la Costa Verde          | 4,88             | 58 (2022)                         | 12                 | modifier les données · modifier les données |
| Novella                   | 2B180      | 20226       | Calvi          | L'île-Rousse                        | CC de l'Île-Rousse - Balagne  | 30,23            | 80 (2022)                         | 2,6                | modifier les données · modifier les données |
| Occhiatana                | 2B182      | 20226       | Calvi          | L'île-Rousse                        | CC de l'Île-Rousse - Balagne  | 12,62            | 245 (2022)                        | 19                 | modifier les données · modifier les données |
| Ogliastro                 | 2B183      | 20217       | Bastia         | Cap Corse                           | CC du Cap Corse               | 9,49             | 90 (2022)                         | 9,5                | modifier les données · modifier les données |
| Olcani                    | 2B184      | 20217       | Bastia         | Cap Corse                           | CC du Cap Corse               | 14,25            | 95 (2022)                         | 6,7                | modifier les données · modifier les données |
| Oletta                    | 2B185      | 20232       | Calvi          | Biguglia-Nebbio                     | CC Nebbiu - Conca d'Oro       | 26,61            | 1 816 (2022)                      | 68                 | modifier les données · modifier les données |
| Olmeta-di-Capocorso       | 2B187      | 20217       | Bastia         | Cap Corse                           | CC du Cap Corse               | 21,57            | 129 (2022)                        | 6,0                | modifier les données · modifier les données |
| Olmeta-di-Tuda            | 2B188      | 20232       | Calvi          | Biguglia-Nebbio                     | CC Nebbiu - Conca d'Oro       | 17,40            | 563 (2022)                        | 32                 | modifier les données · modifier les données |
| Olmi-Cappella             | 2B190      | 20259       | Calvi          | L'île-Rousse                        | CC de l'Île-Rousse - Balagne  | 51,10            | 187 (2022)                        | 3,7                | modifier les données · modifier les données |
| Olmo                      | 2B192      | 20290       | Corte          | Golo-Morosaglia                     | CC de Marana-Golo             | 4,47             | 139 (2022)                        | 31                 | modifier les données · modifier les données |
| Omessa                    | 2B193      | 20236       | Corte          | Golo-Morosaglia                     | CC Pasquale Paoli             | 24,40            | 599 (2022)                        | 25                 | modifier les données · modifier les données |
| Ortale                    | 2B194      | 20234       | Corte          | Castagniccia                        | CC de la Costa Verde          | 4,06             | 25 (2022)                         | 6,2                | modifier les données · modifier les données |
| Ortiporio                 | 2B195      | 20290       | Corte          | Golo-Morosaglia                     | CC de la Castagniccia-Casinca | 5,06             | 130 (2022)                        | 26                 | modifier les données · modifier les données |
| Palasca                   | 2B199      | 20226       | Calvi          | L'île-Rousse                        | CC de l'Île-Rousse - Balagne  | 49,56            | 190 (2022)                        | 3,8                | modifier les données · modifier les données |
| Pancheraccia              | 2B201      | 20251 20270 | Corte          | Ghisonaccia                         | CC de l'Oriente               | 14,35            | 197 (2022)                        | 14                 | modifier les données · modifier les données |
| Parata                    | 2B202      | 20229       | Corte          | Castagniccia                        | CC de la Castagniccia-Casinca | 2,83             | 25 (2022)                         | 8,8                | modifier les données · modifier les données |
| Patrimonio                | 2B205      | 20253       | Calvi          | Cap Corse                           | CC Nebbiu - Conca d'Oro       | 17,46            | 877 (2022)                        | 50                 | modifier les données · modifier les données |
| Penta-Acquatella          | 2B206      | 20290       | Corte          | Golo-Morosaglia                     | CC de la Castagniccia-Casinca | 3,10             | 40 (2022)                         | 13                 | modifier les données · modifier les données |
| Penta-di-Casinca          | 2B207      | 20213       | Corte          | Casinca-Fumalto                     | CC de la Castagniccia-Casinca | 18,53            | 3 523 (2022)                      | 190                | modifier les données · modifier les données |
| Perelli                   | 2B208      | 20234       | Corte          | Castagniccia                        | CC de la Costa Verde          | 6,21             | 109 (2022)                        | 18                 | modifier les données · modifier les données |
| Pero-Casevecchie          | 2B210      | 20230       | Corte          | Casinca-Fumalto                     | CC de la Costa Verde          | 4,71             | 111 (2022)                        | 24                 | modifier les données · modifier les données |
| Pianello                  | 2B213      | 20272       | Corte          | Ghisonaccia                         | CC de l'Oriente               | 16,73            | 55 (2022)                         | 3,3                | modifier les données · modifier les données |
| Piano                     | 2B214      | 20215       | Corte          | Casinca-Fumalto                     | CC de la Castagniccia-Casinca | 3,41             | 18 (2022)                         | 5,3                | modifier les données · modifier les données |
| Piazzali                  | 2B216      | 20234       | Corte          | Castagniccia                        | CC de la Costa Verde          | 0,78             | 19 (2022)                         | 24                 | modifier les données · modifier les données |
| Piazzole                  | 2B217      | 20229       | Corte          | Castagniccia                        | CC de la Castagniccia-Casinca | 3,86             | 50 (2022)                         | 13                 | modifier les données · modifier les données |
| Pie-d'Orezza              | 2B222      | 20229       | Corte          | Castagniccia                        | CC de la Castagniccia-Casinca | 5,79             | 37 (2022)                         | 6,4                | modifier les données · modifier les données |
| Piedicorte-di-Gaggio      | 2B218      | 20251       | Corte          | Ghisonaccia                         | CC de l'Oriente               | 27,25            | 109 (2022)                        | 4,0                | modifier les données · modifier les données |
| Piedicroce                | 2B219      | 20229       | Corte          | Castagniccia                        | CC de la Castagniccia-Casinca | 3,27             | 80 (2022)                         | 24                 | modifier les données · modifier les données |
| Piedigriggio              | 2B220      | 20218       | Corte          | Golo-Morosaglia                     | CC Pasquale Paoli             | 10,43            | 153 (2022)                        | 15                 | modifier les données · modifier les données |
| Piedipartino              | 2B221      | 20229       | Corte          | Castagniccia                        | CC de la Castagniccia-Casinca | 3,25             | 17 (2022)                         | 5,2                | modifier les données · modifier les données |
| Pietra-di-Verde           | 2B225      | 20230       | Corte          | Castagniccia                        | CC de l'Oriente               | 8,79             | 101 (2022)                        | 11                 | modifier les données · modifier les données |
| Pietracorbara             | 2B224      | 20233       | Bastia         | Cap Corse                           | CC du Cap Corse               | 26,15            | 656 (2022)                        | 25                 | modifier les données · modifier les données |
| Pietralba                 | 2B223      | 20218       | Calvi          | Golo-Morosaglia                     | CC de l'Île-Rousse - Balagne  | 38,98            | 503 (2022)                        | 13                 | modifier les données · modifier les données |
| Pietraserena              | 2B226      | 20251       | Corte          | Ghisonaccia                         | CC de l'Oriente               | 6,72             | 58 (2022)                         | 8,6                | modifier les données · modifier les données |
| Pietricaggio              | 2B227      | 20234       | Corte          | Castagniccia                        | CC de la Costa Verde          | 5,44             | 32 (2022)                         | 5,9                | modifier les données · modifier les données |
| Pietroso                  | 2B229      | 20242       | Corte          | Fiumorbo-Castello                   | CC de Fium'orbu Castellu      | 25,76            | 350 (2022)                        | 14                 | modifier les données · modifier les données |
| Piève                     | 2B230      | 20246       | Calvi          | Biguglia-Nebbio                     | CC Nebbiu - Conca d'Oro       | 19,70            | 116 (2022)                        | 5,9                | modifier les données · modifier les données |
| Pigna                     | 2B231      | 20220       | Calvi          | L'île-Rousse                        | CC de l'Île-Rousse - Balagne  | 2,21             | 122 (2022)                        | 55                 | modifier les données · modifier les données |
| Pino                      | 2B233      | 20228       | Bastia         | Cap Corse                           | CC du Cap Corse               | 7,04             | 154 (2022)                        | 22                 | modifier les données · modifier les données |
| Piobetta                  | 2B234      | 20234       | Corte          | Castagniccia                        | CC de la Costa Verde          | 4,81             | 18 (2022)                         | 3,7                | modifier les données · modifier les données |
| Pioggiola                 | 2B235      | 20259       | Calvi          | L'île-Rousse                        | CC de l'Île-Rousse - Balagne  | 18,59            | 86 (2022)                         | 4,6                | modifier les données · modifier les données |
| Poggio-d'Oletta           | 2B239      | 20232       | Calvi          | Biguglia-Nebbio                     | CC Nebbiu - Conca d'Oro       | 16,16            | 216 (2022)                        | 13                 | modifier les données · modifier les données |
| Poggio-di-Nazza           | 2B236      | 20240       | Corte          | Fiumorbo-Castello                   | CC de Fium'orbu Castellu      | 32,79            | 186 (2022)                        | 5,7                | modifier les données · modifier les données |
| Poggio-di-Venaco          | 2B238      | 20250       | Corte          | Corte                               | CC du Centre Corse            | 13,28            | 210 (2022)                        | 16                 | modifier les données · modifier les données |
| Poggio-Marinaccio         | 2B241      | 20237       | Corte          | Casinca-Fumalto                     | CC de la Castagniccia-Casinca | 2,87             | 35 (2022)                         | 12                 | modifier les données · modifier les données |
| Poggio-Mezzana            | 2B242      | 20230       | Corte          | Castagniccia                        | CC de la Costa Verde          | 8,90             | 823 (2022)                        | 92                 | modifier les données · modifier les données |
| Polveroso                 | 2B243      | 20229       | Corte          | Casinca-Fumalto                     | CC de la Castagniccia-Casinca | 1,96             | 35 (2022)                         | 18                 | modifier les données · modifier les données |
| Popolasca                 | 2B244      | 20218       | Corte          | Golo-Morosaglia                     | CC Pasquale Paoli             | 10,24            | 42 (2022)                         | 4,1                | modifier les données · modifier les données |
| Porri                     | 2B245      | 20215       | Corte          | Casinca-Fumalto                     | CC de la Castagniccia-Casinca | 4,50             | 44 (2022)                         | 9,8                | modifier les données · modifier les données |
| La Porta                  | 2B246      | 20237       | Corte          | Casinca-Fumalto                     | CC de la Castagniccia-Casinca | 5,16             | 191 (2022)                        | 37                 | modifier les données · modifier les données |
| Prato-di-Giovellina       | 2B248      | 20218       | Corte          | Golo-Morosaglia                     | CC Pasquale Paoli             | 12,21            | 51 (2022)                         | 4,2                | modifier les données · modifier les données |
| Prunelli-di-Casacconi     | 2B250      | 20290       | Corte          | Golo-Morosaglia                     | CC de la Castagniccia-Casinca | 6,02             | 149 (2022)                        | 25                 | modifier les données · modifier les données |
| Prunelli-di-Fiumorbo      | 2B251      | 20243       | Corte          | Fiumorbo-Castello                   | CC de Fium'orbu Castellu      | 37,41            | 3 736 (2022)                      | 100                | modifier les données · modifier les données |
| Pruno                     | 2B252      | 20213       | Corte          | Casinca-Fumalto                     | CC de la Castagniccia-Casinca | 6,44             | 176 (2022)                        | 27                 | modifier les données · modifier les données |
| Quercitello               | 2B255      | 20237       | Corte          | Casinca-Fumalto                     | CC de la Castagniccia-Casinca | 3,00             | 46 (2022)                         | 15                 | modifier les données · modifier les données |
| Rapaggio                  | 2B256      | 20229       | Corte          | Castagniccia                        | CC de la Castagniccia-Casinca | 2,56             | 31 (2022)                         | 12                 | modifier les données · modifier les données |
| Rapale                    | 2B257      | 20246       | Calvi          | Biguglia-Nebbio                     | CC Nebbiu - Conca d'Oro       | 10,16            | 162 (2022)                        | 16                 | modifier les données · modifier les données |
| Riventosa                 | 2B260      | 20250       | Corte          | Corte                               | CC du Centre Corse            | 6,03             | 150 (2022)                        | 25                 | modifier les données · modifier les données |
| Rogliano                  | 2B261      | 20247 20248 | Bastia         | Cap Corse                           | CC du Cap Corse               | 26,70            | 540 (2022)                        | 20                 | modifier les données · modifier les données |
| Rospigliani               | 2B263      | 20242       | Corte          | Fiumorbo-Castello                   | CC du Centre Corse            | 9,82             | 70 (2022)                         | 7,1                | modifier les données · modifier les données |
| Rusio                     | 2B264      | 20244       | Corte          | Golo-Morosaglia                     | CC Pasquale Paoli             | 8,58             | 63 (2022)                         | 7,3                | modifier les données · modifier les données |
| Rutali                    | 2B265      | 20239       | Calvi          | Biguglia-Nebbio                     | CC Nebbiu - Conca d'Oro       | 17,11            | 519 (2022)                        | 30                 | modifier les données · modifier les données |
| Saint-Florent             | 2B298      | 20217       | Calvi          | Biguglia-Nebbio                     | CC Nebbiu - Conca d'Oro       | 17,98            | 1 685 (2022)                      | 94                 | modifier les données · modifier les données |
| Saliceto                  | 2B267      | 20218       | Corte          | Golo-Morosaglia                     | CC Pasquale Paoli             | 12,54            | 46 (2022)                         | 3,7                | modifier les données · modifier les données |
| San-Damiano               | 2B297      | 20213       | Corte          | Casinca-Fumalto                     | CC de la Castagniccia-Casinca | 5,72             | 54 (2022)                         | 9,4                | modifier les données · modifier les données |
| San-Gavino-d'Ampugnani    | 2B299      | 20213       | Corte          | Casinca-Fumalto                     | CC de la Castagniccia-Casinca | 3,22             | 104 (2022)                        | 32                 | modifier les données · modifier les données |
| San-Gavino-di-Fiumorbo    | 2B365      | 20243       | Corte          | Fiumorbo-Castello                   | CC de Fium'orbu Castellu      | 22,17            | 100 (2022)                        | 4,5                | modifier les données · modifier les données |
| San-Gavino-di-Tenda       | 2B301      | 20246       | Calvi          | Biguglia-Nebbio                     | CC Nebbiu - Conca d'Oro       | 50,44            | 58 (2022)                         | 1,1                | modifier les données · modifier les données |
| San-Giovanni-di-Moriani   | 2B302      | 20230       | Corte          | Castagniccia                        | CC de la Costa Verde          | 10,19            | 97 (2022)                         | 9,5                | modifier les données · modifier les données |
| San-Giuliano              | 2B303      | 20230       | Corte          | Castagniccia                        | CC de la Costa Verde          | 23,93            | 787 (2022)                        | 33                 | modifier les données · modifier les données |
| San-Lorenzo               | 2B304      | 20244       | Corte          | Golo-Morosaglia                     | CC Pasquale Paoli             | 10,15            | 139 (2022)                        | 14                 | modifier les données · modifier les données |
| San-Martino-di-Lota       | 2B305      | 20200       | Bastia         | Cap Corse                           | CA de Bastia                  | 9,54             | 2 996 (2022)                      | 314                | modifier les données · modifier les données |
| San-Nicolao               | 2B313      | 20230       | Corte          | Castagniccia                        | CC de la Costa Verde          | 7,73             | 2 048 (2022)                      | 265                | modifier les données · modifier les données |
| Sant'Andréa-di-Bozio      | 2B292      | 20212       | Corte          | Golo-Morosaglia                     | CC Pasquale Paoli             | 24,03            | 56 (2022)                         | 2,3                | modifier les données · modifier les données |
| Sant'Andréa-di-Cotone     | 2B293      | 20221       | Corte          | Castagniccia                        | CC de la Costa Verde          | 8,91             | 197 (2022)                        | 22                 | modifier les données · modifier les données |
| Sant'Antonino             | 2B296      | 20220       | Calvi          | Calvi                               | CC de Calvi Balagne           | 4,10             | 132 (2022)                        | 32                 | modifier les données · modifier les données |
| Santa-Lucia-di-Mercurio   | 2B306      | 20250       | Corte          | Golo-Morosaglia                     | CC Pasquale Paoli             | 23,79            | 116 (2022)                        | 4,9                | modifier les données · modifier les données |
| Santa-Lucia-di-Moriani    | 2B307      | 20230       | Corte          | Castagniccia                        | CC de la Costa Verde          | 6,22             | 1 517 (2022)                      | 244                | modifier les données · modifier les données |
| Santa-Maria-di-Lota       | 2B309      | 20200       | Bastia         | Cap Corse                           | CA de Bastia                  | 13,20            | 1 970 (2022)                      | 149                | modifier les données · modifier les données |
| Santa-Maria-Poggio        | 2B311      | 20221       | Corte          | Castagniccia                        | CC de la Costa Verde          | 10,28            | 798 (2022)                        | 78                 | modifier les données · modifier les données |
| Santa-Reparata-di-Balagna | 2B316      | 20220       | Calvi          | L'île-Rousse                        | CC de l'Île-Rousse - Balagne  | 10,16            | 999 (2022)                        | 98                 | modifier les données · modifier les données |
| Santa-Reparata-di-Moriani | 2B317      | 20230       | Corte          | Castagniccia                        | CC de la Costa Verde          | 9,12             | 56 (2022)                         | 6,1                | modifier les données · modifier les données |
| Santo-Pietro-di-Tenda     | 2B314      | 20217 20246 | Calvi          | Biguglia-Nebbio                     | CC Nebbiu - Conca d'Oro       | 125,66           | 339 (2022)                        | 2,7                | modifier les données · modifier les données |
| Santo-Pietro-di-Venaco    | 2B315      | 20250       | Corte          | Corte                               | CC du Centre Corse            | 7,96             | 298 (2022)                        | 37                 | modifier les données · modifier les données |
| Scata                     | 2B273      | 20213       | Corte          | Casinca-Fumalto                     | CC de la Castagniccia-Casinca | 2,80             | 42 (2022)                         | 15                 | modifier les données · modifier les données |
| Scolca                    | 2B274      | 20290       | Corte          | Golo-Morosaglia                     | CC de Marana-Golo             | 6,82             | 84 (2022)                         | 12                 | modifier les données · modifier les données |
| Sermano                   | 2B275      | 20212       | Corte          | Golo-Morosaglia                     | CC Pasquale Paoli             | 7,62             | 76 (2022)                         | 10,0               | modifier les données · modifier les données |
| Serra-di-Fiumorbo         | 2B277      | 20243       | Corte          | Fiumorbo-Castello                   | CC de Fium'orbu Castellu      | 43,20            | 349 (2022)                        | 8,1                | modifier les données · modifier les données |
| Silvareccio               | 2B280      | 20215       | Corte          | Casinca-Fumalto                     | CC de la Castagniccia-Casinca | 4,82             | 100 (2022)                        | 21                 | modifier les données · modifier les données |
| Sisco                     | 2B281      | 20233       | Bastia         | Cap Corse                           | CC du Cap Corse               | 24,96            | 1 172 (2022)                      | 47                 | modifier les données · modifier les données |
| Solaro                    | 2B283      | 20240       | Corte          | Fiumorbo-Castello                   | CC de Fium'orbu Castellu      | 93,36            | 734 (2022)                        | 7,9                | modifier les données · modifier les données |
| Sorbo-Ocagnano            | 2B286      | 20213       | Corte          | Casinca-Fumalto                     | CC de la Castagniccia-Casinca | 10,63            | 901 (2022)                        | 85                 | modifier les données · modifier les données |
| Sorio                     | 2B287      | 20246       | Calvi          | Biguglia-Nebbio                     | CC Nebbiu - Conca d'Oro       | 15,56            | 129 (2022)                        | 8,3                | modifier les données · modifier les données |
| Soveria                   | 2B289      | 20250       | Corte          | Golo-Morosaglia                     | CC Pasquale Paoli             | 11,73            | 112 (2022)                        | 9,5                | modifier les données · modifier les données |
| Speloncato                | 2B290      | 20226       | Calvi          | L'île-Rousse                        | CC de l'Île-Rousse - Balagne  | 17,67            | 261 (2022)                        | 15                 | modifier les données · modifier les données |
| Stazzona                  | 2B291      | 20229       | Corte          | Castagniccia                        | CC de la Castagniccia-Casinca | 1,39             | 34 (2022)                         | 24                 | modifier les données · modifier les données |
| Taglio-Isolaccio          | 2B318      | 20230       | Corte          | Casinca-Fumalto                     | CC de la Costa Verde          | 11,47            | 609 (2022)                        | 53                 | modifier les données · modifier les données |
| Talasani                  | 2B319      | 20230       | Corte          | Casinca-Fumalto                     | CC de la Costa Verde          | 10,09            | 842 (2022)                        | 83                 | modifier les données · modifier les données |
| Tallone                   | 2B320      | 20270       | Corte          | Ghisonaccia                         | CC de l'Oriente               | 68,17            | 281 (2022)                        | 4,1                | modifier les données · modifier les données |
| Tarrano                   | 2B321      | 20234       | Corte          | Castagniccia                        | CC de la Costa Verde          | 3,83             | 16 (2022)                         | 4,2                | modifier les données · modifier les données |
| Tomino                    | 2B327      | 20248       | Bastia         | Cap Corse                           | CC du Cap Corse               | 5,80             | 179 (2022)                        | 31                 | modifier les données · modifier les données |
| Tox                       | 2B328      | 20270       | Corte          | Ghisonaccia                         | CC de l'Oriente               | 14,79            | 99 (2022)                         | 6,7                | modifier les données · modifier les données |
| Tralonca                  | 2B329      | 20250       | Corte          | Golo-Morosaglia                     | CC Pasquale Paoli             | 15,70            | 115 (2022)                        | 7,3                | modifier les données · modifier les données |
| Urtaca                    | 2B332      | 20218       | Calvi          | L'île-Rousse                        | CC de l'Île-Rousse - Balagne  | 31,26            | 259 (2022)                        | 8,3                | modifier les données · modifier les données |
| Valle-d'Alesani           | 2B334      | 20234       | Corte          | Castagniccia                        | CC de la Costa Verde          | 9,59             | 118 (2022)                        | 12                 | modifier les données · modifier les données |
| Valle-d'Orezza            | 2B338      | 20229       | Corte          | Castagniccia                        | CC de la Castagniccia-Casinca | 3,93             | 26 (2022)                         | 6,6                | modifier les données · modifier les données |
| Valle-di-Campoloro        | 2B335      | 20221       | Corte          | Castagniccia                        | CC de la Costa Verde          | 5,60             | 341 (2022)                        | 61                 | modifier les données · modifier les données |
| Valle-di-Rostino          | 2B337      | 20235       | Corte          | Golo-Morosaglia                     | CC Pasquale Paoli             | 15,60            | 168 (2022)                        | 11                 | modifier les données · modifier les données |
| Vallecalle                | 2B333      | 20232       | Calvi          | Biguglia-Nebbio                     | CC Nebbiu - Conca d'Oro       | 6,91             | 163 (2022)                        | 24                 | modifier les données · modifier les données |
| Vallica                   | 2B339      | 20259       | Calvi          | L'île-Rousse                        | CC de l'Île-Rousse - Balagne  | 12,07            | 28 (2022)                         | 2,3                | modifier les données · modifier les données |
| Velone-Orneto             | 2B340      | 20230       | Corte          | Castagniccia                        | CC de la Costa Verde          | 12,34            | 105 (2022)                        | 8,5                | modifier les données · modifier les données |
| Venaco                    | 2B341      | 20231       | Corte          | Corte                               | CC du Centre Corse            | 53,72            | 643 (2022)                        | 12                 | modifier les données · modifier les données |
| Ventiseri                 | 2B342      | 20240       | Corte          | Fiumorbo-Castello                   | CC de Fium'orbu Castellu      | 46,70            | 2 593 (2022)                      | 56                 | modifier les données · modifier les données |
| Venzolasca                | 2B343      | 20215       | Corte          | Casinca-Fumalto                     | CC de la Castagniccia-Casinca | 16,15            | 1 840 (2022)                      | 114                | modifier les données · modifier les données |
| Verdèse                   | 2B344      | 20229       | Corte          | Castagniccia                        | CC de la Castagniccia-Casinca | 1,02             | 43 (2022)                         | 42                 | modifier les données · modifier les données |
| Vescovato                 | 2B346      | 20215       | Corte          | Casinca-Fumalto                     | CC de la Castagniccia-Casinca | 17,52            | 3 393 (2022)                      | 194                | modifier les données · modifier les données |
| Vezzani                   | 2B347      | 20242       | Corte          | Fiumorbo-Castello                   | CC de Fium'orbu Castellu      | 46,32            | 269 (2022)                        | 5,8                | modifier les données · modifier les données |
| Vignale                   | 2B350      | 20290       | Bastia         | Borgo                               | CC de Marana-Golo             | 10,69            | 221 (2022)                        | 21                 | modifier les données · modifier les données |
| Ville-di-Paraso           | 2B352      | 20279       | Calvi          | L'île-Rousse                        | CC de l'Île-Rousse - Balagne  | 9,37             | 206 (2022)                        | 22                 | modifier les données · modifier les données |
| Ville-di-Pietrabugno      | 2B353      | 20200       | Bastia         | Bastia-1                            | CA de Bastia                  | 7,53             | 3 187 (2022)                      | 423                | modifier les données · modifier les données |
| Vivario                   | 2B354      | 20219       | Corte          | Corte                               | CC du Centre Corse            | 79,28            | 429 (2022)                        | 5,4                | modifier les données · modifier les données |
| Volpajola                 | 2B355      | 20290       | Corte          | Golo-Morosaglia                     | CC de la Castagniccia-Casinca | 13,03            | 382 (2022)                        | 29                 | modifier les données · modifier les données |
| Zalana                    | 2B356      | 20272       | Corte          | Ghisonaccia                         | CC de l'Oriente               | 13,20            | 151 (2022)                        | 11                 | modifier les données · modifier les données |
| Zilia                     | 2B361      | 20214       | Calvi          | Calvi                               | CC de Calvi Balagne           | 14,01            | 314 (2022)                        | 22                 | modifier les données · modifier les données |
| Zuani                     | 2B364      | 20272       | Corte          | Ghisonaccia                         | CC de l'Oriente               | 5,16             | 37 (2022)                         | 7,2                | modifier les données · modifier les données |
| Haute-Corse               | 2B         |             |                |                                     |                               | 4 665,60         | 185 231 (2022)                    | 40                 | modifier les données                        |